# 第20装甲旅団 (ドイツ連邦陸軍)
第20装甲旅団「メルキシェス・ザウアーラント」（だい20そうこうりょだん、ドイツ語：Panzerbrigade 20, "Märkisches Sauerland"）は、ドイツ連邦陸軍の旅団の一つ。第7装甲師団隷下にあって、旅団司令部は当初ヘーマーに置き、後にイーザーローンへ移駐し、旅団隷下部隊はザウアーラント一帯に駐屯していた。1970年3月18日から1975年4月25日までは第100戦車連隊として第1軍団直轄であった。

## 歴史

### 第1次編制
1957年1月11日にハンブルクの第3装甲師団隷下の第13装甲擲弾兵大隊はシュレースヴィヒからヘーマー（ブリュッヒャー兵営）に移駐した。第20装甲旅団はこの大隊を母体に編成される。部隊標章については三ツ星と13の切込みが入った意匠が採用された。1959年の最初の再編成で第2戦車大隊は第203装甲擲弾兵大隊に改編され、ここに第20旅団の編成計画が開始される。

### 第2および第3次編制
1961年10月に編成準備要員が組織され、1963年10月にさらに準備要員が増強された。1964年4月1日にヘーマーにて初代旅団長フリッツ・モーラー陸軍大佐指揮下で第20装甲擲弾兵旅団が編成され、ウンナの第7装甲擲弾兵師団隷下に入った。1965年に第7装甲擲弾兵師団は第1軍団から第3軍団隷下に所属変更される。再編成は装甲師団化への改編の結果待ちであった。従って師団隷下の2個旅団は改編され、その内の1個旅団は第20装甲旅団に改編される。第203装甲擲弾兵大隊は第202装甲擲弾兵大隊に改称される。
1965年6月始めの隷下部隊はヘーマーの第202装甲擲弾兵大隊と第204戦車大隊およびクップファードレーの第206補給大隊であった。1965年にヴッパータールにて第203装甲擲弾兵大隊が再編成される。しかし、旅団には旅団司令部中隊を除いて砲兵大隊など有力な部隊はまだ編成されていなかった。後に第207野戦予備大隊がメンデンにて編成される。
1960年代に連邦軍全計画装甲旅団は編成され、第20装甲旅団は1970年3月18日に第1軍団直轄の第100戦車連隊に改編されメーマーに駐屯する。連隊には第20旅団隷下の2個戦闘大隊が所属し、それぞれ第110戦車大隊および第120戦車大隊となり更に1個装甲擲弾兵中隊が所属した。連隊本部中隊は補給小隊、工兵小隊および迫撃砲小隊で編制された。しかし指揮統制上の問題点が明らかとなり本部中隊は再編成され、各小隊のうち補給小隊は中隊に格上げされ、その上で連隊は第7整備大隊を編成する。

### 第4次編制
1975年4月25日に陸軍第4次編制に基づき第100戦車連隊は第20装甲旅団に再編成される。第110戦車大隊と第120戦車大隊は第202戦車大隊と第203戦車大隊に改編され、連隊直轄装甲擲弾兵中隊と連隊本部中隊迫撃砲は統合され第201装甲擲弾兵大隊となる。連隊本部中隊工兵小隊から第200装甲工兵中隊が編成される。連隊直轄補給中隊はウンナからヘーマーに移駐し第200補給中隊となる。連隊直轄第7整備大隊は第200整備中隊に縮小改編された。1975年10月に第110砲兵大隊の一部を母体にデュルメンにて第205装甲砲兵大隊が編成される。第20旅団は陸軍第4次編制でもっとも困難な段階に至る。1976年7月1日から1977年6月30日までの第3段階でアーヘンの第19装甲擲弾兵旅団隷下第191装甲擲弾兵大隊を母体に第201装甲擲弾兵大隊（1975年4月1日編成）となる。この時期の旅団隷下部隊は以下のとおりであった。
- 旅団司令部中隊
- 第191装甲擲弾兵大隊
- 第202戦車大隊（1975年4月1日編成）
- 第203戦車大隊（1975年4月1日編成、旧第120戦車大隊）
- 第204戦車大隊（1975年4月1日編成）
- 第205装甲砲兵大隊（1975年10月1日編成、デュルメン）
- 第200装甲工兵中隊（1975年4月1日編成）
- 第200駆逐戦車中隊（ヴッパータールからヘーマーに移駐）
- 第200補給中隊（1975年4月1日編成、ウンナ）
- 第200整備中隊（1975年4月1日編成）

1976年4月にヘーマーにて新編第200駆逐戦車中隊が再編成され、旅団司令部中隊はイーザーローンに移駐する。陸軍第4次編制では野外演習の結果を基に再編成が加えられる。これにより第191装甲擲弾兵大隊および第201装甲擲弾兵大隊が再度旅団隷下におかれる。1980年10月1日に第201装甲擲弾兵大隊は第202擲弾兵大隊に、第202戦車大隊は第204戦車大隊に改称されアーレンに移駐する。更に、ヘーマーには第201混成戦車大隊が編成された。これは1個装甲擲弾兵中隊と2個戦車中隊を大隊編制に加えていた。第200駆逐戦車中隊には新型対戦車兵器システムが導入され、HOT対戦車ミサイルを装備し、そしてヘーマーからヴッパータールへ移駐し1990年に再びヘーマーに移駐する。1983年から旅団にはレオパルト2戦車が装備される。1990年、旅団に愛称「メルキシェス・ザウアーラント」が与えられる。
第20装甲旅団「メルキシェス・ザウアーラント」は冷戦後の1993年3月19日に解隊する。隷下部隊の第203戦車大隊と第205装甲砲兵大隊は建制のままアーレンの第19装甲擲弾兵旅団に配転され、そののち第200装甲工兵中隊と同様に解隊される。この間、第205装甲砲兵大隊は第19装甲擲弾兵旅団と運命を共にし、第203戦車大隊および第200装甲工兵中隊はアウグストドルフに移駐し、これらの部隊のみ第21装甲旅団隷下におかれた。

## 歴代旅団長
| 代 | 氏名                                                                                                  | 着任          | 離任          |
| -- | --- | ------------- | ------------- |
| 1  | フリッツ・モーラー陸軍大佐 Fritz Möller                                                               | 1964年4月1日  | 1965年9月30日 |
| 2  | エルンスト＝アウグスト・ブルームシャイン陸軍大佐 Ernst-August Blumschein                              | 1965年10月1日 | 1969年9月30日 |
| 3  | フェルディナンド・フォン・ゼンガー・ウント・エッターリン陸軍大佐 de:Ferdinand von Senger und Etterlin | 1969年10月1日 | 1970年3月31日 |
| 4  | ゴットフリート・トルナウ陸軍大佐 Gottfried Tornau                                                     | 1970年4月1日  | 1973年9月30日 |
| 5  | ハンス・ヴェルデ陸軍大佐 Hans Velde                                                                   | 1973年10月1日 | 1977年9月30日 |
| 6  | ヘニング・フォン・オンドラツァ陸軍大佐 de:Henning von Ondarza                                         | 1977年10月1日 | 1979年3月31日 |
| 7  | ディーター・クラウス陸軍大佐 de:Dieter Clauss                                                         | 1979年4月1日  | 1980年9月30日 |
| 8  | ディートリヒ・ゲンシェル陸軍大佐 Dietrich Genschel                                                    | 1980年10月1日 | 1982年9月30日 |
| 9  | ハルトムート・フォアーチュ陸軍大佐 Hartmut Foertsch                                                   | 1982年10月1日 | 1985年3月31日 |
| 10 | クラウス・フォン・ハイムエンダール陸軍准将 Klaus von Heimendahl                                       | 1985年4月1日  | 1990年9月30日 |
| 11 | ヘニング・ブルマー陸軍大佐 Henning Brümmer                                                            | 1990年10月1日 | 1993年3月31日 |